# 董重羊
董重羊（?—?），《明实录》作重羊、董重羊、童羊，《朝鲜王朝实录》作秦羊、童秦羊、真羊、充也、朱阳、肖阳。《清太祖武皇帝实录》作除烟，《清实录》作褚宴。是明朝女真首领，和哥哥董山都是猛哥帖木儿的汉族偏妾所生。
1456年，建州李满住派其子李豆里、左卫童山派董重羊到李氏朝鲜献土物。董重羊对朝鲜世祖说：“兄充尚亦欲来谒。”世祖回答：“汝兄及满住皆欲来朝，予甚嘉之，可待秋上来。”世祖授予董重羊蒲州等处都万户。1467年八月，董山在广宁被辽东总兵赵辅诱执，十一月被诛杀。1468年，升为左卫都指挥重羊到北京朝贡马及貂皮。因受其兄董山罪之牵染，与七十余人同被充发福建。1484年，建州卫都督完者秃上书为其申冤，“言建州左卫都督董重羊，忠顺效劳，实无反叛情罪，谪戍福建，乞宥之还”。明宪宗不允。其妻伯吉，请愿与其夫同居，也没有恩允。董重羊死于戍所。有子名失保。

### 引用
1. ↑  《朝鲜王朝实录》世祖二年（明景泰七年）二月
2. ↑  孟森考证，董重羊有子名失保，失保即是《清太祖武皇帝实录》里的石报奇。石报奇在《清实录》上被称为是董山的第三子,《明实录》正德元年四月庚申：“特许建州左卫夷黑答撒、失保、主成袭升其叔父及从兄之职，为都指挥佥事，以三人诉其父附顺效劳，而死于边故也。”